# St. Francis (Maine)
St. Francis és una població dels Estats Units a l'estat de Maine (EUA). Segons el cens del 2000 tenia 577 habitants.

## Demografia
Segons el cens del 2000, St. Francis tenia 577 habitants, 236 habitatges, i 172 famílies. La densitat de població era de 7,5 habitants/km².
Dels 236 habitatges en un 26,7% hi vivien nens de menys de 18 anys, en un 59,3% hi vivien parelles casades, en un 9,7% dones solteres, i en un 26,7% no eren unitats familiars. En el 24,6% dels habitatges hi vivien persones soles el 14% de les quals corresponia a persones de 65 anys o més que vivien soles. El nombre mitjà de persones vivint en cada habitatge era de 2,44 i el nombre mitjà de persones que vivien en cada família era de 2,83.
Per edats la població es repartia de la següent manera: un 20,8% tenia menys de 18 anys, un 8,1% entre 18 i 24, un 23,9% entre 25 i 44, un 28,1% de 45 a 60 i un 19,1% 65 anys o més.
L'edat mediana era de 43 anys. Per cada 100 dones de 18 o més anys hi havia 94,5 homes.
La renda mediana per habitatge era de 25.125 $ i la renda mediana per família de 35.333 $. Els homes tenien una renda mediana de 24.688 $ mentre que les dones 20.469 $. La renda per capita de la població era de 13.496 $. Entorn del 3,8% de les famílies i el 7,7% de la població estaven per davall del llindar de pobresa.